# Singodutan
Singodutan is een bestuurslaag in het regentschap Wonogiri van de provincie Midden-Java, Indonesië. Singodutan telt 4184 inwoners (volkstelling 2010).